# 13e étape du Tour de France 2017
Pour un article plus général, voir Tour de France 2017.
La 13e étape du Tour de France 2017 se déroule le vendredi 14 juillet 2017 entre Saint-Girons et Foix, sur une distance de 101 kilomètres. Warren Barguil y remporte sa première victoire sur le Tour de France.

## Parcours
La 13e étape commence à Saint-Girons, dans le Couserans, et se passe entièrement en Ariège.
La première partie du parcours est plutôt plate. Elle traverse les communes d'Eycheil, de Lacourt et d'Oust, en remontant le Salat. Le sprint intermédiaire se déroule à Seix. Cette étape continue ensuite dans la campagne ariégeoise, en traversant Ustou et quelques écarts. La première difficulté est le col de Latrape, de catégorie 1 : 417 mètres à monter sur 5,5 km.
L'étape traverse ensuite Aulus-les-Bains, et le deuxième col se profile : le col d'Agnes, lui aussi de catégorie 1 (818 mètres à monter sur 10 km). 
L'étape passe ensuite par Le Port, Massat et Boussenac. La dernière difficulté de cette étape est le mur de Péguère, de catégorie 1 (744 mètres à monter sur 10,5 km). La dernière portion du parcours traverse Le Bosc, Burret, Serres-sur-Arget, Saint-Pierre-de-Rivière et arrive sur Foix, la préfecture.

## Déroulement de la course
Voeckler s'échappe dès le départ accompagné par Barguil, ils font une dizaine de kilomètres mais le peloton ne leur laisse pas plus de 10 à 20 secondes et ils sont repris. Puis un deuxième groupe composé de Chavanel, Gilbert et De Marchi se détache. De Marchi sème ses compagnons et franchit seul le col de Latrape. À l'arrière, Fuglsang peine et il finira par abandonner.
Contador et Landa s'échappent et grimpent ensemble le col d'Agnes. Contador passe au sommet, suivi par Landa puis par Barguil qui s'est échappé à nouveau pour conforter son maillot à pois. Il est accompagné par Quintana, dans la descente le Français va essayer de rejoindre les deux Espagnols. Les quatre coureurs se rassemblent au Mur de Péguère, franchi en tête par Barguil. Ils descendent et vont se disputer la victoire d'étape. Barguil remporte le sprint à Foix en doublant Contador.
C'est la quatrième victoire française sur le Tour 2017, et la première un 14 juillet depuis la victoire de Moncoutié en 2005. Fabio Aru conserve son maillot jaune.

## Résultats

### Classement de l'étape
| \| Classement de l'étape \| Classement de l'étape \| Classement de l'étape \| Classement de l'étape \| Classement de l'étape \| \| Coureur \| Coureur \| Pays \| Équipe \| Temps \| \| --------------------- \| --------------------- \| --------------------- \| --------------------- \| --------------------- \| \| 1er \| Warren Barguil \| France \| Team Sunweb \| 2 h 36 min 29 s \| \| 2e \| Nairo Quintana \| Colombie \| Movistar Team \| + 0 s \| \| 3e \| Alberto Contador \| Espagne \| Trek-Segafredo \| + 0 s \| \| 4e \| Mikel Landa \| Espagne \| Team Sky \| + 2 s \| \| 5e \| Simon Yates \| Royaume-Uni \| Orica-Scott \| + 1 min 39 s \| \| 6e \| Dan Martin \| Irlande \| Quick-Step Floors \| + 1 min 39 s \| \| 7e \| Michał Kwiatkowski \| Pologne \| Team Sky \| + 1 min 48 s \| \| 8e \| Christopher Froome \| Royaume-Uni \| Team Sky \| + 1 min 48 s \| \| 9e \| Fabio Aru \| Italie \| Astana \| + 1 min 48 s \| \| 10e \| Rigoberto Urán \| Colombie \| Cannondale-Drapac \| + 1 min 48 s \| |                    |             |                   |                 |
| |                    |             |                   |                 |
| Source : ProCyclingStats |                    |             |                   |                 |
| Classement de l'étape |                    |             |                   |                 |
| Coureur | Coureur            | Pays        | Équipe            | Temps           |
| 1er | Warren Barguil     | France      | Team Sunweb       | 2 h 36 min 29 s |
| 2e | Nairo Quintana     | Colombie    | Movistar Team     | + 0 s           |
| 3e | Alberto Contador   | Espagne     | Trek-Segafredo    | + 0 s           |
| 4e | Mikel Landa        | Espagne     | Team Sky          | + 2 s           |
| 5e | Simon Yates        | Royaume-Uni | Orica-Scott       | + 1 min 39 s    |
| 6e | Dan Martin         | Irlande     | Quick-Step Floors | + 1 min 39 s    |
| 7e | Michał Kwiatkowski | Pologne     | Team Sky          | + 1 min 48 s    |
| 8e | Christopher Froome | Royaume-Uni | Team Sky          | + 1 min 48 s    |
| 9e | Fabio Aru          | Italie      | Astana            | + 1 min 48 s    |
| 10e | Rigoberto Urán     | Colombie    | Cannondale-Drapac | + 1 min 48 s    |

### Points attribués
| Sprint intermédiaire - Seix (km 13,5) | Sprint intermédiaire - Seix (km 13,5) | Sprint intermédiaire - Seix (km 13,5) | Sprint intermédiaire - Seix (km 13,5) | Sprint intermédiaire - Seix (km 13,5) |
| ------------------------------------- | ------------------------------------- | ------------------------------------- | ------------------------------------- | ------------------------------------- |
|                                       | Coureur                               | Pays                                  | Équipe                                | Point(s)                              |
| 1er                                   | Sylvain Chavanel                      | France                                | Direct Énergie                        | 20                                    |
| 2e                                    | Philippe Gilbert                      | Belgique                              | Quick-Step Floors                     | 17                                    |
| 3e                                    | Alessandro De Marchi                  | Italie                                | BMC Racing                            | 15                                    |
| 4e                                    | Michael Matthews                      | Australie                             | Sunweb                                | 13                                    |
| 5e                                    | Marcel Kittel                         | Allemagne                             | Quick-Step Floors                     | 11                                    |
| 6e                                    | Sonny Colbrelli                       | Italie                                | Bahrain-Merida                        | 10                                    |
| 7e                                    | André Greipel                         | Allemagne                             | Lotto-Soudal                          | 9                                     |
| 8e                                    | Nicolas Edet                          | France                                | Cofidis                               | 8                                     |
| 9e                                    | Nicolas Roche                         | Irlande                               | BMC Racing                            | 7                                     |
| 10e                                   | Marco Haller                          | Autriche                              | Katusha-Alpecin                       | 6                                     |
| 11e                                   | Jack Bauer                            | Nouvelle-Zélande                      | Quick-Step Floors                     | 5                                     |
| 12e                                   | Pierre-Luc Perichon                   | France                                | Fortuneo-Oscaro                       | 4                                     |
| 13e                                   | Grega Bole                            | Slovénie                              | Bahrain-Merida                        | 3                                     |
| 14e                                   | Andriy Grivko                         | Ukraine                               | Astana                                | 2                                     |
| 15e                                   | Florian Vachon                        | France                                | Fortuneo-Oscaro                       | 1                                     |
| modifier                              |                                       |                                       |                                       |                                       |

| Arrivée d'étape - Foix (km 101) | Arrivée d'étape - Foix (km 101) | Arrivée d'étape - Foix (km 101) | Arrivée d'étape - Foix (km 101) | Arrivée d'étape - Foix (km 101) |
| ------------------------------- | ------------------------------- | ------------------------------- | ------------------------------- | ------------------------------- |
|                                 | Coureur                         | Pays                            | Équipe                          | Point(s)                        |
| 1er                             | Warren Barguil                  | France                          | Sunweb                          | 20                              |
| 2e                              | Nairo Quintana                  | Colombie                        | Movistar                        | 17                              |
| 3e                              | Alberto Contador                | Espagne                         | Trek-Segafredo                  | 15                              |
| 4e                              | Mikel Landa                     | Espagne                         | Sky                             | 13                              |
| 5e                              | Simon Yates                     | Royaume-Uni                     | Orica-Scott                     | 11                              |
| 6e                              | Daniel Martin                   | Irlande                         | Quick-Step Floors               | 10                              |
| 7e                              | Michał Kwiatkowski              | Pologne                         | Sky                             | 9                               |
| 8e                              | Christopher Froome              | Royaume-Uni                     | Sky                             | 8                               |
| 9e                              | Fabio Aru                       | Italie                          | Astana                          | 7                               |
| 10e                             | Rigoberto Urán                  | Colombie                        | Cannondale-Drapac               | 6                               |
| 11e                             | Romain Bardet                   | France                          | AG2R La Mondiale                | 5                               |
| 12e                             | Louis Meintjes                  | Afrique du Sud                  | UAE Emirates                    | 4                               |
| 13e                             | Carlos Betancur                 | Colombie                        | Movistar                        | 3                               |
| 14e                             | Diego Ulissi                    | Italie                          | UAE Emirates                    | 2                               |
| 15e                             | Pierre Latour                   | France                          | AG2R La Mondiale                | 1                               |
| modifier                        |                                 |                                 |                                 |                                 |

|   | Coureur          | Pays     | Équipe         | Secondes |
| - | ---------------- | -------- | -------------- | -------- |
| 1 | Warren Barguil   | France   | Sunweb         | 10 s     |
| 2 | Nairo Quintana   | Colombie | Movistar       | 6 s      |
| 3 | Alberto Contador | Espagne  | Trek-Segafredo | 4 s      |

### Cols et côtes
| Col de Latrape (km 31) 1re catégorie (5,6 km à 7,3%) | Col de Latrape (km 31) 1re catégorie (5,6 km à 7,3%) | Col de Latrape (km 31) 1re catégorie (5,6 km à 7,3%) | Col de Latrape (km 31) 1re catégorie (5,6 km à 7,3%) | Col de Latrape (km 31) 1re catégorie (5,6 km à 7,3%) |
| ---------------------------------------------------- | ---------------------------------------------------- | ---------------------------------------------------- | ---------------------------------------------------- | ---------------------------------------------------- |
|                                                      | Coureur                                              | Pays                                                 | Équipe                                               | Point(s)                                             |
| 1er                                                  | Alessandro De Marchi                                 | Italie                                               | BMC Racing                                           | 10                                                   |
| 2e                                                   | Warren Barguil                                       | France                                               | Sunweb                                               | 8                                                    |
| 3e                                                   | Alberto Contador                                     | Espagne                                              | Trek-Segafredo                                       | 6                                                    |
| 4e                                                   | Mikel Landa                                          | Espagne                                              | Sky                                                  | 4                                                    |
| 5e                                                   | Romain Sicard                                        | France                                               | Direct Énergie                                       | 2                                                    |
| 6e                                                   | Carlos Betancur                                      | Colombie                                             | Movistar                                             | 1                                                    |
| modifier                                             |                                                      |                                                      |                                                      |                                                      |

| Col d'Agnes (km 46,5) 1re catégorie (10 km à 8,2%) | Col d'Agnes (km 46,5) 1re catégorie (10 km à 8,2%) | Col d'Agnes (km 46,5) 1re catégorie (10 km à 8,2%) | Col d'Agnes (km 46,5) 1re catégorie (10 km à 8,2%) | Col d'Agnes (km 46,5) 1re catégorie (10 km à 8,2%) |
| -------------------------------------------------- | -------------------------------------------------- | -------------------------------------------------- | -------------------------------------------------- | -------------------------------------------------- |
|                                                    | Coureur                                            | Pays                                               | Équipe                                             | Point(s)                                           |
| 1er                                                | Alberto Contador                                   | Espagne                                            | Trek-Segafredo                                     | 10                                                 |
| 2e                                                 | Mikel Landa                                        | Espagne                                            | Sky                                                | 8                                                  |
| 3e                                                 | Warren Barguil                                     | France                                             | Sunweb                                             | 6                                                  |
| 4e                                                 | Nairo Quintana                                     | Colombie                                           | Movistar                                           | 4                                                  |
| 5e                                                 | Michał Kwiatkowski                                 | Pologne                                            | Sky                                                | 2                                                  |
| 6e                                                 | Alexis Vuillermoz                                  | France                                             | AG2R La Mondiale                                   | 1                                                  |
| modifier                                           |                                                    |                                                    |                                                    |                                                    |

| \| Mur de Péguère (km 74) 1re catégorie (9,3 km à 7,9%) \| Mur de Péguère (km 74) 1re catégorie (9,3 km à 7,9%) \| Mur de Péguère (km 74) 1re catégorie (9,3 km à 7,9%) \| Mur de Péguère (km 74) 1re catégorie (9,3 km à 7,9%) \| Mur de Péguère (km 74) 1re catégorie (9,3 km à 7,9%) \| \| ---------------------------------------------------- \| ---------------------------------------------------- \| ---------------------------------------------------- \| ---------------------------------------------------- \| ---------------------------------------------------- \| \| \| Coureur \| Pays \| Équipe \| Point(s) \| \| 1er \| Warren Barguil \| France \| Sunweb \| 10 \| \| 2e \| Mikel Landa \| Espagne \| Sky \| 8 \| \| 3e \| Alberto Contador \| Espagne \| Trek-Segafredo \| 6 \| \| 4e \| Nairo Quintana \| Colombie \| Movistar \| 4 \| \| 5e \| Fabio Aru \| Italie \| Astana \| 2 \| \| 6e \| Christopher Froome \| Royaume-Uni \| Sky \| 1 \| \| modifier \| \| \| \| \| |                    |             |                |          |
| Mur de Péguère (km 74) 1re catégorie (9,3 km à 7,9%) |                    |             |                |          |
| | Coureur            | Pays        | Équipe         | Point(s) |
| 1er | Warren Barguil     | France      | Sunweb         | 10       |
| 2e | Mikel Landa        | Espagne     | Sky            | 8        |
| 3e | Alberto Contador   | Espagne     | Trek-Segafredo | 6        |
| 4e | Nairo Quintana     | Colombie    | Movistar       | 4        |
| 5e | Fabio Aru          | Italie      | Astana         | 2        |
| 6e | Christopher Froome | Royaume-Uni | Sky            | 1        |
| modifier |                    |             |                |          |

## Classements à l'issue de l'étape

### Classement général
| \| Classement général \| Classement général \| Classement général \| Classement général \| Classement général \| \| Coureur \| Coureur \| Pays \| Équipe \| Temps \| \| ------------------ \| ------------------ \| ------------------ \| ------------------ \| ------------------ \| \| 1er \| Fabio Aru \| Italie \| Astana \| 55 h 30 min 06 s \| \| 2e \| Christopher Froome \| Royaume-Uni \| Team Sky \| + 6 s \| \| 3e \| Romain Bardet \| France \| AG2R La Mondiale \| + 25 s \| \| 4e \| Rigoberto Urán \| Colombie \| Cannondale-Drapac \| + 35 s \| \| 5e \| Mikel Landa \| Espagne \| Team Sky \| + 1 min 09 s \| \| 6e \| Dan Martin \| Irlande \| Quick-Step Floors \| + 1 min 32 s \| \| 7e \| Simon Yates \| Royaume-Uni \| Orica-Scott \| + 2 min 04 s \| \| 8e \| Nairo Quintana \| Colombie \| Movistar Team \| + 2 min 07 s \| \| 9e \| Louis Meintjes \| Afrique du Sud \| UAE Team Emirates \| + 4 min 51 s \| \| 10e \| Alberto Contador \| Espagne \| Trek-Segafredo \| + 5 min 22 s \| |                    |                |                   |                  |
| |                    |                |                   |                  |
| Source : ProCyclingStats |                    |                |                   |                  |
| Classement général |                    |                |                   |                  |
| Coureur | Coureur            | Pays           | Équipe            | Temps            |
| 1er | Fabio Aru          | Italie         | Astana            | 55 h 30 min 06 s |
| 2e | Christopher Froome | Royaume-Uni    | Team Sky          | + 6 s            |
| 3e | Romain Bardet      | France         | AG2R La Mondiale  | + 25 s           |
| 4e | Rigoberto Urán     | Colombie       | Cannondale-Drapac | + 35 s           |
| 5e | Mikel Landa        | Espagne        | Team Sky          | + 1 min 09 s     |
| 6e | Dan Martin         | Irlande        | Quick-Step Floors | + 1 min 32 s     |
| 7e | Simon Yates        | Royaume-Uni    | Orica-Scott       | + 2 min 04 s     |
| 8e | Nairo Quintana     | Colombie       | Movistar Team     | + 2 min 07 s     |
| 9e | Louis Meintjes     | Afrique du Sud | UAE Team Emirates | + 4 min 51 s     |
| 10e | Alberto Contador   | Espagne        | Trek-Segafredo    | + 5 min 22 s     |

### Classement par points
| Classement par points | Classement par points | Classement par points | Classement par points      | Classement par points |
| Coureur               | Coureur               | Pays                  | Équipe                     | Points                |
| --------------------- | --------------------- | --------------------- | -------------------------- | --------------------- |
| 1er                   | Marcel Kittel         | Allemagne             | Quick-Step Floors          | 363 pts               |
| 2e                    | Michael Matthews      | Australie             | Team Sunweb                | 235 pts               |
| 3e                    | André Greipel         | Allemagne             | Lotto-Soudal               | 180 pts               |
| 4e                    | Alexander Kristoff    | Norvège               | Katusha-Alpecin            | 158 pts               |
| 5e                    | Sonny Colbrelli       | Italie                | Bahrain-Merida             | 107 pts               |
| 6e                    | Dylan Groenewegen     | Pays-Bas              | LottoNL-Jumbo              | 94 pts                |
| 7e                    | Edvald Boasson Hagen  | Norvège               | Dimension Data             | 93 pts                |
| 8e                    | Fabio Aru             | Italie                | Astana                     | 78 pts                |
| 9e                    | Dan Martin            | Irlande               | Quick-Step Floors          | 78 pts                |
| 10e                   | Nacer Bouhanni        | France                | Cofidis, Solutions Crédits | 78 pts                |

### Classement du meilleur jeune
| Classement général du meilleur jeune | Classement général du meilleur jeune | Classement général du meilleur jeune | Classement général du meilleur jeune | Classement général du meilleur jeune |
|                                      | Coureur                              | Pays                                 | Équipe                               | Temps                                |
| ------------------------------------ | ------------------------------------ | ------------------------------------ | ------------------------------------ | ------------------------------------ |
| 1er                                  | Simon Yates                          | Royaume-Uni                          | Orica-Scott                          | en 55 h 32 min 10 s                  |
| 2e                                   | Louis Meintjes                       | Afrique du Sud                       | UAE Emirates                         | + 2 min 47 s                         |
| 3e                                   | Pierre Latour                        | France                               | AG2R La Mondiale                     | + 8 min 29 s                         |
| 4e                                   | Emanuel Buchmann                     | Allemagne                            | Bora-Hansgrohe                       | + 14 min 30 s                        |
| 5e                                   | Guillaume Martin                     | France                               | Wanty-Groupe Gobert                  | + 19 min 43 s                        |
| 6e                                   | Tiesj Benoot                         | Belgique                             | Lotto-Soudal                         | + 33 min 29 s                        |
| 7e                                   | Lilian Calmejane                     | France                               | Direct Énergie                       | + 58 min 18 s                        |
| 8e                                   | Michael Valgren                      | Danemark                             | Astana                               | + 1 h 23 min 30 s                    |
| 9e                                   | Damien Howson                        | Australie                            | Orica-Scott                          | + 1 h 30 min 47 s                    |
| 10e                                  | Stefan Küng                          | Suisse                               | BMC Racing                           | + 1 h 34 min 12 s                    |
| modifier                             |                                      |                                      |                                      |                                      |

### Classement du meilleur grimpeur
| Classement du meilleur grimpeur | Classement du meilleur grimpeur | Classement du meilleur grimpeur | Classement du meilleur grimpeur | Classement du meilleur grimpeur |
| ------------------------------- | ------------------------------- | ------------------------------- | ------------------------------- | ------------------------------- |
|                                 | Coureur                         | Pays                            | Équipe                          | Point(s)                        |
| 1er                             | Warren Barguil                  | France                          | Sunweb                          | 94 points                       |
| 2e                              | Mikel Landa                     | Espagne                         | Sky                             | 33 pts                          |
| 3e                              | Thomas De Gendt                 | Belgique                        | Lotto-Soudal                    | 32 pts                          |
| 4e                              | Primož Roglič                   | Slovénie                        | Lotto NL-Jumbo                  | 30 pts                          |
| 5e                              | Alexis Vuillermoz               | France                          | AG2R La Mondiale                | 28 pts                          |
| 6e                              | Christopher Froome              | Royaume-Uni                     | Sky                             | 25 pts                          |
| 7e                              | Daniel Martin                   | Irlande                         | Quick-Step Floors               | 23 pts                          |
| 8e                              | Fabio Aru                       | Italie                          | Astana                          | 22 pts                          |
| 9e                              | Alberto Contador                | Espagne                         | Trek-Segafredo                  | 22 pts                          |
| 10e                             | Steve Cummings                  | Royaume-Uni                     | Dimension Data                  | 20 pts                          |
| modifier                        |                                 |                                 |                                 |                                 |

### Classement par équipes
| Classement par équipes | Classement par équipes | Classement par équipes | Classement par équipes |
| Équipe                 | Équipe                 | Pays                   | Temps                  |
| ---------------------- | ---------------------- | ---------------------- | ---------------------- |
| 1re                    | Sky                    | Royaume-Uni            | 166 h 35 min 40 s      |
| 2e                     | AG2R La Mondiale       | France                 | + 19 min 18 s          |
| 3e                     | Movistar Team          | Espagne                | + 1 h 01 min 00 s      |
| 4e                     | Trek-Segafredo         | États-Unis             | + 1 h 05 min 24 s      |
| 5e                     | Astana                 | Kazakhstan             | + 1 h 25 min 38 s      |
| 6e                     | Cannondale-Drapac      | États-Unis             | + 1 h 26 min 47 s      |
| 7e                     | BMC Racing Team        | États-Unis             | + 1 h 29 min 06 s      |
| 8e                     | Orica-Scott            | Australie              | + 1 h 35 min 48 s      |
| 9e                     | Fortuneo-Oscaro        | France                 | + 1 h 52 min 27 s      |
| 10e                    | Lotto NL-Jumbo         | Pays-Bas               | + 2 h 03 min 19 s      |

## Abandons
- 53 -  Jakob Fuglsang (Astana) : Abandon
- 79 -  Arthur Vichot (FDJ) : Abandon